# Chemin des Prud'hommes
Pour les articles homonymes, voir Prud'hommes.
Le chemin des Prud’hommes ou chemin rural nº38 des Prud’hommes est une voie marseillaise située dans le 10e arrondissement de Marseille.

## Situation et accès
Ce long chemin rural très étroit démarre rue Pierre-Doize, traverse le village de Saint-Loup et entame l’ascension de la colline en haut du quartier. Il passe au-dessus de l’avenue Adrienne-Ranc-Sakakini, voie nouvelle inaugurée en 2016, et du canal de Marseille, atteint le vallon de l’Évêque ainsi que le massif de Saint-Cyr puis redescend pour atteindre la résidence privée Le Castellet, située au numéro 43 de la rue des Trois-Ponts, où il se termine.

## Origine du nom
Le chemin doit son nom au prud’homme de Marseille qui possédait avant la Révolution une grande propriété, dont les revenus devaient entretenir le luminaire de la chapelle Saint-Jean de Garguier, non loin de Gémenos. Une partie de ce domaine est achetée le 24 juillet 1793 par Michel Eydoux et le reste, vendu aux enchères de la nation, est adjugé à Joseph Davin puis morcelé.

## Historique
Anciennement « traverse du Vallon de l’Évêque », le chemin est classé dans la voirie de Marseille le 8 juillet 1959.

## Bâtiments remarquables et lieux de mémoire
- Le chemin longe de nombreuses habitations et résidences du village.